# César Zumaeta
César Alejandro Zumaeta Flores (Loreto, 12 de diciembre de 1955) es un ingeniero, economista y político peruano. Alto dirigente del Partido Aprista Peruano, ejerció como el último presidente del Congreso de la República del segundo gobierno aprista. Además, fue congresista de la república durante 4 periodos y diputado por Loreto desde 1985 hasta 1992.

## Biografía
Nació en el departamento de Loreto, el 12 de diciembre de 1955.
Realizó sus estudios de ingeniería forestal en Iquitos, desde 1979 hasta 1983. Luego, se graduó como economista en la Universidad Inca Garcilaso de la Vega en 1996. Obtuvo su maestría en Ciencias de Gestión y Desarrollo en el 2005. Es un estudioso de la regionalización peruana, toma como referencia el libro doctrinario Gobiernos regionales del politólogo y además ideólogo Andrés Tinoco Rondán.

## Vida política
César Zumaeta se inicia en la política cuando se afilia al Partido Aprista Peruano, liderado por el histórico Víctor Raúl Haya de la Torre, desde muy joven. En el partido, Zumaeta fue miembro de la Comisión de Política para el periodo 1992-1994, presidente de la Cédula Parlamentaria Aprista para el periodo 1994-1995, subsecretario general del partido desde 1994 hasta 1995 y presidente de la Comisión de Política del APRA para el periodo 1999-2001. También fue miembro de la Dirección Nacional del partido para el periodo 2005-2007.

### Diputado
Su primera participación en la política se inicia cuando decide postular a la Cámara de Diputados, en representación de Loreto, por el Partido Aprista Peruano en las elecciones parlamentarias de 1985. Zumaeta logró ser elegido diputado, con 13,595 votos, para el periodo parlamentario 1985-1990.
Fue reelegido en las elecciones parlamentarias de 1990 para el periodo 1990-1995. Sin embargo, su cargo fue interrumpido tras el autogolpe de estado decretado por el expresidente Alberto Fujimori. Zumaeta fue opositor del golpe y víctima de persecución junto a varios miembros apristas.
Presidió en tales períodos la Comisión de Regionalización de la Cámara de Diputados.

### Congresista
Para las elecciones generales de 1995, Zumaeta decidió volver a postular al Congreso de la República por el Partido Aprista Peruano y resultó elegido, con 6,854 votos, para el periodo 1995-2000.
Zumaeta fue parte de la oposición al proyecto que buscaba la reelección de Alberto Fujimori a la presidencia de la república por segunda vez. Luego, postuló a la segunda vicepresidencia de la Mesa Directiva en la lista encabezada por Roger Cáceres Velásquez, sin embargo, perdieron ante el oficialista Víctor Joy Way.
Fue reelegido en las elecciones parlamentarias del año 2000, con 34,510 votos, para el periodo parlamentario 2000-2005.
Durante la juramentación de Alberto Fujimori para un tercer mandato, Zumaeta se retiró del parlamento junto a los demás congresistas de la oposición para luego participar en la Marcha de los Cuatro Suyos encabezada por Alejandro Toledo.
En noviembre del 2000, tras la publicación de los Vladivideos, la renuncia de Alberto Fujimori desde Japón mediante un fax y la juramentación de Valentín Paniagua como presidente transitorio, su cargo parlamentario fue reducido hasta el 2001, donde se convocaron a nuevas elecciones generales. Fue nuevamente reelegido congresista de la república para el periodo parlamentario 2001-2006 y también en las elecciones parlamentarias del 2006.
En el parlamento, fue miembro de la Comisión especial de investigar los Vladivideos. Desempeñó la presidencia de la Comisión de Vivienda desde el 11 de agosto del 2006 hasta el 26 de julio del 2007.

### Presidente del Congreso
El 15 de julio del 2010, Zumaeta fue elegido por la bancada aprista como su candidato a la presidencia del Congreso de la República. Su lista para la Mesa Directiva estuvo integrada por el fujimorista Alejandro Aguinaga a la primera vicepresidencia, Alda Lazo Ríos de Alianza Nacional y Eduardo Espinoza de Unión por el Perú en la segunda y tercera vicepresidencia.
El 26 de julio del 2010, Zumaeta fue elegido como presidente del Congreso de la República para el periodo legislativo 2010-2011 con 59 votos a favor, 1 voto en contra, 31 en blanco y 19 viciados. Con esto, Zumaeta se convertiría en el último presidente del legislativo durante el 2.º gobierno de Alan García.
Intentó nuevamente su reelección al Congreso de la República por el Partido Aprista Peruano en las elecciones parlamentarias del 2011, sin embargo no resultó reelegido.

## Premios y reconocimientos
- Doctor honoris causa de la Universidad Inca Garcilaso de la Vega (2010).[16]